# گمینا گووداپ
گمینا گووداپ (به لهستانی:  Gmina Gołdap) یک گمینا در لهستان است که در شهرستان گووداپ واقع شده‌است. گمینا گووداپ ۳۶۱٫۷۳ کیلومتر مربع مساحت و ۱۹٬۹۱۸ نفر جمعیت دارد.